# Simhopp vid olympiska sommarspelen 2004

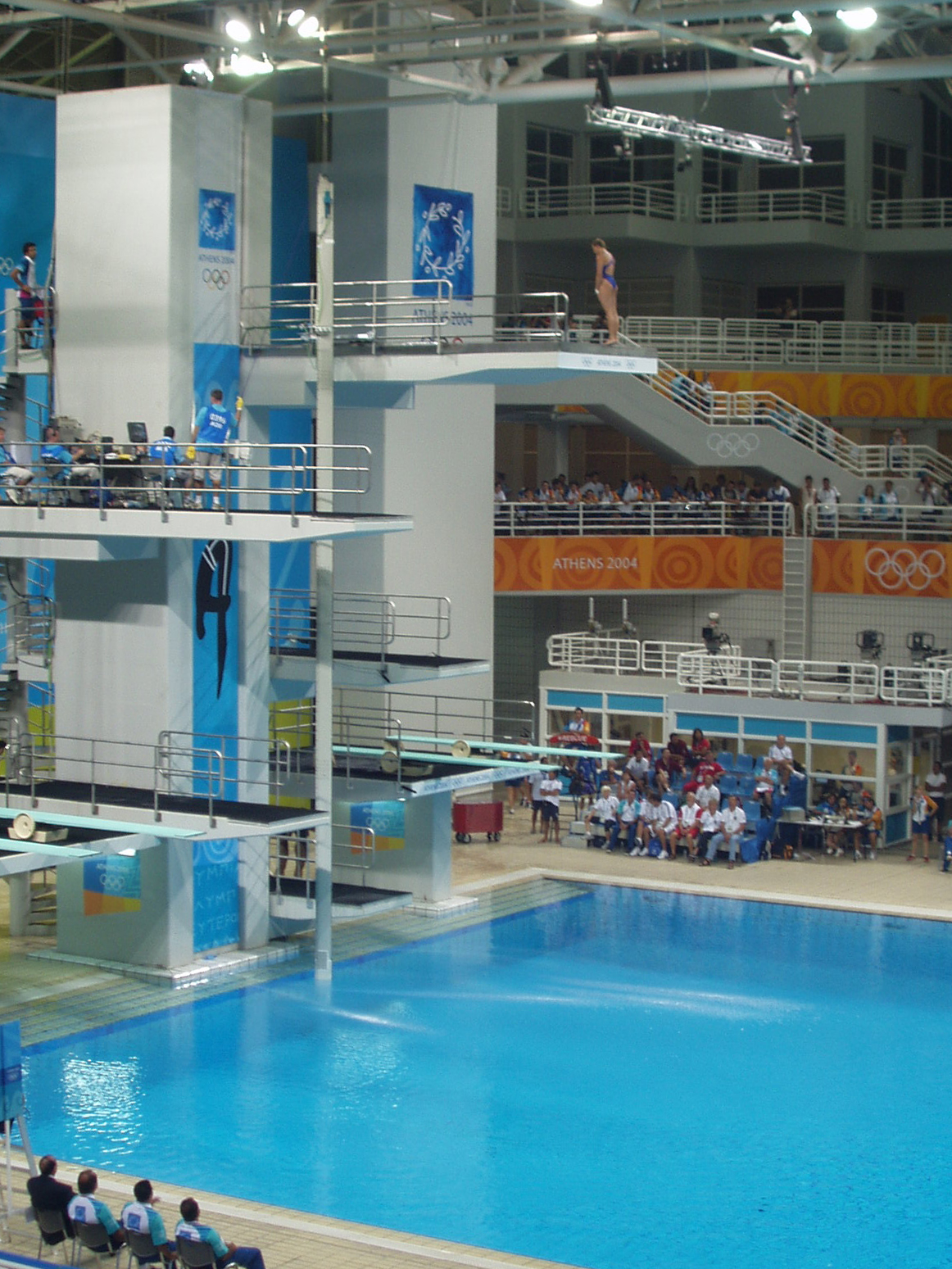

Vid olympiska sommarspelen 2004 i Aten genomfördes åtta tävlingar i simhopp vid Olympic Aquatic Centre. Tävlingarna genomfördes från 20 till 28 augusti (14 till 16 augusti genomfördes partävlingarna). Totalt deltog 125 dykare från 30 länder.

## Medaljsummering

### Herrar
| Event                              | Guld                                         | Silver                                          | Brons                                        |
| 3 meter svikt Detaljer...          | Peng Bo Kina                                 | Alexandre Despatie Kanada                       | Dmitri Sautin Ryssland                       |
| 10 meter höga hopp Detaljer...     | Hu Jia Kina                                  | Mathew Helm Australien                          | Tian Liang Kina                              |
| Par 3 meter svikt Detaljer...      | Thomas Bimis och Nikolaos Siranidis Grekland | Tobias Schellenberg och Andreas Wels Tyskland   | Steven Barnett och Robert Newbery Australien |
| Par 10 meter höga hopp Detaljer... | Tian Liang och Yang Jinghui Kina             | Peter Waterfield och Leon Taylor Storbritannien | Mathew Helm och Robert Newbery Australien    |

### Damer
| Event                              | Guld                            | Silver                                          | Brons                                         |
| 3 meter svikt Detaljer...          | Guo Jingjing Kina               | Wu Minxia Kina                                  | Julia Pachalina Ryssland                      |
| 10 meter höga hopp Detaljer...     | Chantelle Newbery Australien    | Lao Lishi Kina                                  | Loudy Tourky Australien                       |
| Par 3 meter svikt Detaljer...      | Wu Minxia och Guo Jingjing Kina | Vera Ilina och Julia Pachalina Ryssland         | Irina Lasjko och Chantelle Newbery Australien |
| Par 10 meter höga hopp Detaljer... | Lao Lishi och Li Ting Kina      | Natalia Gontjarova och Julia Koltunova Ryssland | Blythe Hartley och Émilie Heymans Kanada      |

## Medaljtabell
| Pl. | Nation         | Guld | Silver | Brons | Totalt |
| --- | -------------- | ---- | ------ | ----- | ------ |
| 1   | Kina           | 6    | 2      | 1     | 9      |
| 2   | Australien     | 1    | 1      | 4     | 6      |
| 3   | Grekland       | 1    | 0      | 0     | 1      |
| 4   | Ryssland       | 0    | 2      | 2     | 4      |
| 5   | Kanada         | 0    | 1      | 1     | 2      |
| 6   | Tyskland       | 0    | 1      | 0     | 1      |
| 6   | Storbritannien | 0    | 1      | 0     | 1      |

## Deltagande nationer
Följande nationer representerades i simhopp. I parentes antalet tävlande. 
| - Australien (7) - Österrike (2) - Belarus (3) - Bermuda (1) - Brasilien (3) - Kanada (6) - Kina (10) - Colombia (1) - Kuba (6) - Finland (2) | - Frankrike (1) - Tyskland (10) - Storbritannien (7) - Grekland (8) - Ungern (3) - Italien (6) - Japan (2) - Malaysia (3) - Mexiko (5) - Nordkorea (3) | - Puerto Rico (1) - Rumänien (1) - Ryssland (9) - Sydafrika (1) - Spanien (4) - Sverige (1) - Schweiz (1) - Ukraina (8) - USA (10) - Venezuela (1) |